# Telefonbesked fra mor
Telefonbesked fra mor er en dansk dokumentarfilm fra 2012, der er instrueret af Edda Ros.

## Handling
Filmen skildrer med humor og kærlighed den omgangsform, der præger forholdet mellem instruktøren og hendes maniodepressive mor. Moren elsker at lægge lange beskeder på datterens telefonsvarer, som giver et intimt indblik i hendes tankeunivers. Og hver gang moren indlægges, igangsættes en særlig rutine i familien.